# Biopiraterie
Biopirateria este o expresie folosită în politică care se referă la privatizarea proceselor, fenomenelor biologice din lumea vegetală și animală. Rolul genelor și genotipul viețuitoarelor fiind privit ca proprietate privată, patentată. Acest proces este critizat de unii autori ca Vandana Shiva care este laureată a premiului Nobel. Ea critică această strategie a marilor concerne de crea monopol asupra produselor agrare și alimentare, numind aceasta ca o formă a neocolonialismului. 